# Atom Betty
Az Atom Betty (Atomic Betty) egy amerikai–kanadai, Adobe Flashben készült rajzfilmsorozat. Egy adásban 2 részt adnak, melyek egyenként 11 percesek. Vannak viszont 22 perces részek is.

## Szereplők
| Szereplő                   | Magyar hang        | Leírás |
| -------------------------- | ------------------ | --- |
| Betty Barrett (Atom Betty) | Bogdányi Titanilla | A Galaxis védelmezője, a Világegyetem talán legnagyobb hőse. Mindenki csak Betty Barrettként ismeri, aki a Moose Jaw Heights (SzarvasVáros), a Sasketchuan-i Moose Jaw nevű városka rajzfilmbeli mókás utánzatában él, és itt is jár általános iskolába. Mindenki számára egy átlagos, unalmas személyiségként ismert, akinek néha vannak reményteljes megmozdulásai, de valójában ő a galaxis legnagyobb és legfényesebb csillaga, akinek saját személyes rajongói klubja van, akik néhány részben meg is jelennek. Sajnos, mint a galaxis hősének, neki sem egyszerű a feladata. A történet mindig egy galaktikus méretű vészhelyzet körül forog, amit nagyon nagy mértékben Maximus okoz. Betty leginkább a barátaival szeretné elütni a szabadidejét, de ilyenkor szokott az előfordulni, hogy a karperece elkezd villogni és élesen csipogni. Bár Betty nem nagyon szereti, de feladatát mindig teljesíti, és hazaér vacsorára… Ismert szövegei: "Atom Betty Szolgálatra jelentkezik!" (Atomic Betty Reporting for Duty) "… Maximus… !" (ez mindig előjön…) |
| Szikra                     | Kossuth Gábor      | Betty hajójának pilótája, és egyik kedves barátja, akiért nagyon sokat hajlandó kockáztatni. Szikra kicsit önfejű, falánk, rátarti, pökhendi alaknak tűnik, aki csak magára gondol mindenben, de valójában annál jobban törődik minden barátjával, és szereti az édesanyját, Mamócát. Néha tesz pár csípős megjegyzést X-5-re, de ez általában abban ér véget, hogy mindketten jót nevetnek a dolgon. Szikra nem éppen egy lángész, de meg van az a magának való kis esze, hogy ki tudja magát vágni a nehéz helyzetekből. Sokszor előfordult a sorozat folyamán, hogy Betty nehézségek miatt netán nem tudott közbe avatkozni valahol, és általában ilyenkor Szikra, és X-5 együtt oldották meg a problémát. Bár egyszer előfordult az is, hogy Szikra egyedül mentette meg a hajójukat egy hatalmas aknamezőn. |
| X-5                        | Zubornyák Zoltán   | Egy rendkívül intelligens robot, mindenben határtalan tudással rendelkezik, és ő a hajó navigációs tisztje. Bár Szikra csípős megjegyzéseit néha elengedi a füle mellett, igyekszik ő maga is viszonylag emberi, vagy éppen földönkívüli élőlényhez méltóan viselkedni, ezért egy alkalommal emberi érzelmekre is átprogramozta magát, és az érzékenysége és félelmei mind előtörtek belőle. X-5 örök pesszimista mindenben, de zsenialitása mindig hoz néhány megoldást a legnehezebb helyzetekre is. A legsokrétűbb és legokosabb robot ő az univerzumban, aki a legkülönbözőbb beépített eszközök hatalmas fegyvertárát hordozza magában, és ráadásként fel is talált már néhány érdekes dolgot, mint például a szuper multifunkciós tollat. |
| Maximus                    | Bezerédi Zoltán    | Bár első látásra egy eléggé idétlen figurának tűnik, a macskához hasonló megjelenésű Legfelsőbb Maximus Nagyúr egy ördögien zseniális lángelme, akinek csak annyi a hibája, hogy nem jó emberrel kezd ki. Történetesen Betty ez az ember, aki elég sok borsot tör az orra alá, és ez olyannyira felbosszantotta, hogy sokáig megszállottan kereste szülőbolygóját, amit aztán a második szezon végén meg is talált. Bár még nem ismeretes, lesz-e folytatása, de a sorozat eddigi utolsó részében Noah, és Bettyék új barátja Paloma Maximus kastélyába került, és Betty onnan szabadította ki őket. Furcsa lehet, de Maximus egoizmusa mögött rejtőzik egy kis tisztelet is, hiszen először gyűlöli Bettyt, majd rájön, hogy egyenrangú ellenfélként kell bánjon vele, mert másként nem tudja legyőzni. Végül is az egója kerekedik fölül, amikor elrabolja Betty barátait. |
| Minimus                    | Elek Ferenc        | Maximus két balkeze, de egyben leghűségesebb szolgája és rajongója ő. Kissé meghasadt személyiség, akinek két arca közül az egyik mindkét félnek szurkol (de főleg Bettynek) míg a másik egy velejéig romlott, és alattomos figura. A nevében a PU (Portable Underling) Szabadon mozgatható alattvalót jelent, azaz azt tesz vele Maximus, amit akar, akár meg is kínozhatja. (na persze nem durván) |
| Főponty admirális          | Fesztbaum Béla     | Betty főnöke és a Galaktikus Őrség vezetője. Ő tulajdonképpen egy aranyhalra emlékeztető Földönkívüli, akinek katonás viselkedése és külsője is igen nagy katonai tapasztalatról mesél, ami egy részben igaz is, mert mielőtt vezérré nevezték ki, ő maga is volt az őrség tagja, és katonáskodott is. |
| Noah                       | Jelinek Márk       | Betty legjobb barátja és lelki társa, aki minden szorult helyzetben segít neki. Bár nem mutatja ki igazán világosan, sokan gondolhatnák, hogy úgy belezúgott Bettybe, mint bányaló a gödörbe, ami talán igaz is, mert a történet folyamán egyre közelebb kerülnek egymáshoz, de mivel Bettynek egy másik fiú, Dylan a kiszemeltje, Noah inkább futni hagyja. Bár nem akarta, Betty egyszer elárulta neki, miért tűnik el mindig olyan rejtélyesen, de persze Noah nem hitte el egy szavát sem, egészen addig, míg őt és új barátjukat Palomát Maximus kastélyába nem vitték. |
| Penelope                   | Simonyi Piroska    | |
| Betty anyja                | Vándor Éva         | |
| Betty apja                 | ?                  | |
| Betty nagyanyja            | Várnagy Kati       | |